# Beatriz Ramírez Abella
Beatriz Ramírez Abella (Montevideo, 18 de septiembre de 1956) es una activista feminista uruguaya que trabaja por los derechos de la comunidad afrouruguaya. Fue directora del Instituto Nacional de las Mujeres (INMUJERES) y vicerrectora en la Comisión Interamericana de Mujeres entre 2013 y 2015. Desde 2018 es la Directora de la División de DD.HH en la Dirección Nacional de Promoción Sociocultural del Ministerio de Desarrollo Social.
En 2018 fue nombrada Ciudadana Ilustre de la Ciudad de Montevideo por la Intendencia de Montevideo.

## Biografía
Completó los estudios de primaria y secundaria en la escuela pública de sus país.
En 1972 comenzó a frecuentar grupos de juventud negra y en 1973 fundó el Grupos de Jóvenes de Asociación Cultural y Social Negro (ACSUN). Fue cofundadora de la Organización Mundo Afro.
En 1988, concurre a la Escuela de Servicio Social y el año siguiente se matriculó en estudios de género en el Grupo de Estudios sobre la Condición de la Mujer en Uruguay (GRECMU). En 1994 completó sus estudios sobre etnicidad y género en Geledés Instituto da Mulher Negra (Geledés Instituto de Mujeres Negras) en Brasil. 
Impartió cursos sobre etnicidad y género en el Instituto Centro Latinoamericano de Economía Humana (CLAEH), en la Asociación Negra para el Defensa y Promoción de Derechos Humanos en Perú en 1993, y en la Global Afro-Latin and Caribbean Initiative en Nueva York y Washington D. C. Desde el año 2000 ha sido parte de la red de enseñanza del Instituto Superior de Formación Afro.
Durante su carrera, ha trabajado para mejorar el acceso de afrodescendientes en Latinoamérica. Ella cofundó el Proyecto Social Capitanes de la Arena en 1988 y fue coordinadora en la asistencia de niños y personas sin hogar que viven en la calle. Ha publicado sus investigaciones sobre sesgo de género y étnico-racial en diarios y revistas como Fem Prensa y Revista de Cotidiano Mujer’’. También participó de la publicación Notas para la Memoria Feminista. Uruguay 1983-1995.
En 2005, se unió al Instituto Nacional de la Mujer del Ministerio de Desarrollo Socialal Departamento de Mujeres Afrodescendientes y asumió en 2009 como Directora del Instituto Nacional de las Mujeres (INMUJERES). Como tal, se encarga de los programas gubernamentales que traten clase social, etnicidad y género. Durante su gestión en el INMUJERES, propició la creación del Premio Pirulo Albín, un reconocimiento a las personas de la diversidad sexual que hayan realizado aportes a la cultura afrouruguaya, y de los Premios Amanda Rorra, que reconoce los aportes de las mujeres afrouruguayas.
Desde 2018, en este ministerio, es la Directora de la División de Derechos Humanos, ocupándose de poblaciones afrodescendientes, de la diversidad sexual y poblaciones migrantes. En 2012, es elegida como vicerrectora en la Comisión Interamericana de Mujeres para el período 2013-2015.